# Ванесса Рівас
Ванесса Рівас (25 липня 1996) — домініканська плавчиня. Учасниця Чемпіонату світу з водних видів спорту 2017, де в попередніх запливах на дистанції 100 метрів брасом посіла 40-ве місце і не потрапила до півфіналу.